# George Gabriel Stokes

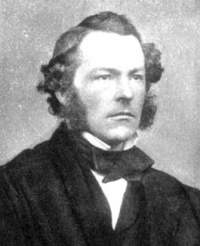
George Gabriel Stokes

Sir George Gabriel Stokes, 1. Baronet PRS (* 13. August 1819 in Skreen, County Sligo; † 1. Februar 1903 in Cambridge) war ein irischer Mathematiker und Physiker.

## Jugend und Ausbildung
George Stokes Vater, Gabriel Stokes, war der protestantische Pastor der Gemeinde von Skreen im County Sligo, an der Westküste von Irland. Seine Mutter, Elizabeth Haughton, war die Tochter eines Geistlichen der Kirche, so dass George in einer sehr religiösen Umgebung aufwuchs. Er war das jüngste von sechs Kindern und seine drei älteren Brüder wollten alle Priester werden. Da sein Vater am Trinity College Dublin studiert hatte, konnte er George Latein beibringen. Ehe er in die Schule ging, wurde er von einem Sekretär aus der Gemeinde seines Vaters in Skreen unterrichtet. 1832 verließ er Skreen und besuchte drei Jahre die Schule von Rev. R.H. Wall’s school in der Hume Street in Dublin. Er lebte während dieser Zeit bei seinem Onkel John Stokes; während dieser drei Jahre starb sein Vater.
Im Jahre 1835, im Alter von 16 Jahren, zog George Stokes nach England und trat in das Bristol College in Bristol ein. Die zwei Jahre, die Stokes an diesem College verbrachte, waren die wichtigsten für die Vorbereitung für sein Studium in Cambridge. Der Rektor der Hochschule, Dr. Jerrard, war ein Ire, der die Cambridge University besucht hatte, zusammen mit William Stokes, einem der älteren Brüder von George. Dr. Jerrard war selbst ein Mathematiker, aber Stokes wurde in Mathematik von Francis Newman unterrichtet, dem Bruder von John Henry Newman, dem späteren Kardinal Newman, der Führer der 1833 gegründeten Oxford-Bewegung in der Kirche von England. Stokes Talent für Mathematik zeigte sich bereits während seines Studiums an der Bristol Hochschule, denn er gewann Preise in Mathematik.

## Leben und Wirken
Stokes studierte ab 1837 im Pembroke College an der Universität Cambridge. Im zweiten Studienjahr nahm er am Unterricht von  William Hopkins teil, der ehrgeizige Mathematikstudenten darauf vorbereitete, möglichst die Position des besten Absolventen des jeweiligen Jahrgangs einzunehmen (Senior Wrangler). In dieser spezialisierten Form der Nachhilfe war Hopkins ausnehmend erfolgreich und erhielt den Ehrentitel des Senior Wrangler Maker. Das gelang ihm auch bei Stokes, der 1841 graduierte.
Es war William Hopkins, der Stokes geraten hatte, sich der Forschung in der Hydrodynamik zu widmen, und in der Tat war dies der Bereich, in dem Stokes zu arbeiten begann. Neben Hopkins Rat wurde Stokes auch durch die jüngsten Arbeiten von George Green dazu inspiriert.
Stokes veröffentlichte 1842 und 1843 Arbeiten über die Bewegung der inkompressiblen Fluide, insbesondere über die stetige Bewegung der inkompressiblen Flüssigkeiten im Jahre 1842. Nach Abschluss dieses Forschungsprojekts entdeckte er, dass Jean Marie Constant Duhamel (1797–1872) bereits ähnliche Ergebnisse erhalten hatte. Weil Duhamel jedoch über die Verteilung der Wärme in Festkörpern gearbeitet hatte, entschied Stokes, dass seine Ergebnisse in einer anderen Situation hinreichend für eine Veröffentlichung zu rechtfertigen waren.
Nicht viel anders erging es ihm mit seinen Untersuchungen, in denen er die innere Reibung in bewegten Flüssigkeiten erforschte. Nachdem er die richtigen Bewegungsgleichungen ableitete, musste Stokes entdecken, dass er wieder nicht der erste war, der die Gleichungen erhalten hatte, da Claude Louis Navier (1785–1836), Siméon Denis Poisson (1781–1840) und Adhémar Jean Claude Barré de Saint-Venant (1797–1886) zu ähnlichen Ergebnissen gekommen waren. Wieder entschied Stokes, dass seine Ergebnisse unter anderen Voraussetzungen erzielt worden waren und er veröffentlichte 1845 On the theories of the internal friction of fluids in motion. In Cambridge wusste man eher wenig über die Arbeit der Mathematiker auf dem Kontinent zu jener Zeit. 1846 präsentierte Stokes seinen Report on recent researches in hydrodynamics der British Association for the Advancement of Science.
1849 wurde Stokes zum Lucasischen Professor der Mathematik ernannt. Der Lucasische Lehrstuhl wurde sehr schlecht bezahlt, so dass Stokes genötigt war, zusätzliches Geld zu verdienen, und er tat dies durch die Annahme einer zusätzlichen Position, nämlich der Professur für Physik an der Government School of Mines in London, die 1851 gegründet worden war.
1854 äußerte Stokes die Vermutung, dass die Fraunhofer-Linien (er entdeckte schwarze Linien im Farbspektrum) von Atomen in den äußeren Schichten der Sonne verursacht werden könnten, welche bestimmte Wellenlängen absorbieren.  In den sich an Gustav Robert Kirchhoff (1824–1887) und Robert Wilhelm Bunsens (1811–1899) Entdeckungen anschließenden Prioritätsstreitigkeiten wurde unter anderem darauf hingewiesen, dass Stokes bereits ca. 10 Jahre vor diesem Zeitpunkt in seinen Vorlesungen sowie gegenüber William Thomson (1824–1907) auf die Koinzidenz der gelben Natriumlinien mit den hellen Linien der Natriumflamme hingewiesen und dies als Resonanzphänomen gedeutet hatte.
Seit 1851 war er Mitglied und seit 1854 auch Sekretär der Royal Society; zwischen 1885 und 1890 war Stokes deren Präsident.
Seit Isaac Newton war Stokes die einzige Person, die drei Ämter auf sich vereinigte:
- Lucasischer Professor der Mathematik
- Präsident der Royal Society
- Member of Parliament für die Universität

Stokes arbeitete auf dem Gebiet der reinen Mathematik sowie der mathematischen und experimentellen Physik. Seine theoretischen Untersuchungen beschäftigten sich hauptsächlich mit der Hydrodynamik, der Theorie der Ausbreitung elektromagnetischer Wellen und der Theorie der Schallausbreitung. Seine Experimente hatten vorwiegend mit den Erscheinungen des Lichts zu tun.
Eine wichtige Arbeit von Stokes behandelt die Fluoreszenz (dieser Name stammte von Stokes), deren Natur er als erster erkannte. Er wies nach, dass die fluoreszierenden Substanzen selbst leuchtend werden, indem sie das auftreffende Licht in sich aufnehmen. Dadurch geraten die Moleküle des Substrats in Schwingungen. Stokes begründete durch diese Arbeit die Theorie der Absorption des Lichts (siehe Stokes-Verschiebung). In der Folge beschäftigte er sich mit der Spektralanalyse und untersuchte den ultravioletten Teil des Spektrums.

## Namensgeber
Nach George Stokes benannt sind:
- die Stokes-Beziehungen,
- die Navier-Stokes-Gleichungen,
- die mit den Navier-Stokes-Gleichungen verwandten Stokes-Gleichungen (für Schleichende Strömung bzw. Stokes-Strömung),
- die Stokes-Einstein-Gleichung,
- die Stokessche Stromfunktion,
- die Stokessche Gleichung
- der Satz von Stokes,
- der Stokes-Operator,
- das Gesetz von Stokes,
- die Stokessche Reibung,
- die Stokes-Zahl,
- der Stokes-Radius, siehe Hydrodynamischer Radius,
- die Stokes-Verschiebung,
- die Stokes-Parameter,
- der Stokes-Vektor,
- die Stokes-Schockwellen-Formel
- ein Einschlagkrater auf dem Mond, siehe Stokes (Mondkrater),
- ein Einschlagkrater auf dem Mars, siehe Stokes (Marskrater),
- der Asteroid (30566) Stokes,
- das Mineral Stokesit,
- die CGS-Einheit Stokes (cm²/s) der kinematischen Viskosität.

Stokes war seit 1865 Ehrenmitglied (Honorary Fellow) der Royal Society of Edinburgh. 1874 wurde er in die American Academy of Arts and Sciences gewählt, 1883 in die National Academy of Sciences. 1889 wurde er zum Baronet ernannt, 1888 zum auswärtigen Mitglied der Bayerischen Akademie der Wissenschaften. Seit 1859 war er korrespondierendes und seit 1899 auswärtiges Mitglied der Preußischen Akademie der Wissenschaften. Er war ebenso korrespondierendes und auswärtiges Mitglied (associé étranger) der Académie des sciences und seit Dezember 1899 assoziiertes Mitglied der Académie royale des Sciences, des Lettres et des Beaux-Arts de Belgique.

## Familie
Nach einem längeren Briefwechsel mit seiner Verlobten, in dem er darlegte, dass er sein Leben der Wissenschaft widmen wollte, heiratete Stokes am 4. Juli 1857 Mary Susanna Robinson, Tochter von Rev. Thomas Romney Robinson, dem Astronomen des Armagh Observatorium in Irland. Bald zogen sie in ein Haus in der Lensfield Road, das sie einfach 'Lensfield' nannten (heute Museum des Scott Polar Research Institute).
Stokes und seine Frau Mary Susanna Stokes, die am 30. Dezember 1899 mit 75 Jahren starb, hatten fünf Kinder:
- Arthur Romney (1858–1916),
- Susanna Elizabeth (1859–63),
- Isabella Lucy (1861–1934),
- William George Gabriel (1863–93) und
- Dora Susanna (c. 1868–1868).

Stokes lebte die letzten Jahre bei seiner Tochter Isabella Lucy. Er verstarb am 1. Februar 1903 und wurde vier Tage später auf dem Mill Road cemetery, Cambridge, begraben. Seine Frau und die beiden Kinder Susanna und William sind ebenfalls auf dem Mill Road Cemetery begraben.
Sein ältester Sohn Arthur Romney Stokes folgte ihm als zweiter Baron (2nd baronet).

## Schriften
- Mathematical and physical papers. 5 Bände. Cambridge 1880–1905.
- Mathematical And Physical Papers – III. 1901; archive.org.
- Das Licht. Leipzig 1888, Vorlesungen auf Deutsch (Originaltitel: Burnett Lectures: On Light. London 1884–87).
- On Light: In Three Courses Delivered at Aberdeen im November 1883, Dezember 1884 und November 1884 (Burnett Lectures); Textarchiv – Internet Archive.
- Natural Theology (Gifford Lectures). 2 Bände. 1891, 1893; archive.org.
- Memoirs presented to the Cambridge philosophical society on the occasion of the jubilee of Sir George Gabriel Stokes, bart., Hon. LL. D., Hon. SC. D., Lucasian professor. Cambridge University Press, 1900; Textarchiv – Internet Archive.
- Memoir and scientific correspondence of the late Sir George Gabriel Stokes, bart., selected and arranged by Joseph Larmor. Volume I. Cambridge University Press, 1907; Textarchiv – Internet Archive.
- Memoir and scientific correspondence of the late Sir George Gabriel Stokes, bart., selected and arranged by Joseph Larmor. Volume II. Cambridge University Press, 1907; Textarchiv – Internet Archive.